# Timarete luxuriosa
Timarete luxuriosa är en ringmaskart som först beskrevs av Moore 1904.  Timarete luxuriosa ingår i släktet Timarete och familjen Cirratulidae. Inga underarter finns listade i Catalogue of Life.